# Gonomyia moma
Gonomyia moma är en tvåvingeart som beskrevs av Günther Theischinger 1994. Gonomyia moma ingår i släktet Gonomyia och familjen småharkrankar. Inga underarter finns listade i Catalogue of Life.